# Письмо пятидесяти пяти
Письмо пятидесяти пяти (Открытое обращение представителей общественности против информационного подрыва доверия к судебной системе Российской Федерации) — открытое письмо 55 деятелей культуры, науки и шоу-бизнеса. Было опубликовано летом 2005 года в газете «Известия», на правах рекламы, на фоне второго приговора по делу ЮКОСа. Письмо появилось в сети 3 марта 2011 года. В письме подчеркивалась справедливость приговора по делу ЮКОСа и в категорической форме отрицался политический подтекст судебного процесса.
Инициатором написания письма стал, по данным издания Газета.ру, 33-летний юрист Денис Дворников, проживающий в Москве, который утверждал, что написал письмо по собственной инициативе. В интервью изданию автор, говоря о причинах написания письма, заявил, что судьи вынуждены работать «в условиях огромного натиска, постоянной информационной атаки, попытки информационного уничтожения», и также упомянул заявление Васильевой Н. П., как пример «намеренной акции для обеспечения достижения того результата, который нужен защищающей стороне, которая подрывает доверие к судебной системе».

## Содержание обращения
Обращение начинается с фразы:

В последнее время на фоне второго процесса по делу руководителей НК «ЮКОС» М. Б. Ходорковского и П. Л. Лебедева общество оказалось втянуто в кампанию по дискредитации судебной системы. Широкая дискуссия об обеспечении независимости суда и судей превратилась усилиями некоторых общественных активистов в манипулирование общественным мнением и беспрецедентное давление на правосудие.

В обращении также говорится о том, что большинство участников дискуссий по резонансным делам не знакомо с материалами следствия, обменивается взаимными упрёками и обидами на почве личных политических пристрастий. Методы, используемые родственниками и ближайшим окружением обвиняемых, а именно публикации в прессе, пикеты возле судов, публичные акции дают возможность оправдывать угрозы и издевательства над судебной и правоохранительной системами политической борьбой; активисты этой борьбы переходят от оскорбления судебной системы к угрозам физической расправы над судьями. Далее следует пример — убийство судьи Эдуарда Чувашова. Как написано в обращении, «за подобные выходки несут ответственность», кроме исполнителей, также и «респектабельные господа, превратившие такое поведение в модный политический тренд».
В письме также указывается, что судьбы незаконно осужденных обычных граждан «не интересуют и потому не упоминаются вышеуказанной „широкой общественностью“ в их борьбе за независимость судебной системы».
В обращении говорится, что обсуждение темы помилования осуждённых по резонансным делам является способом давления на президента и попыткой сталкивания его с судебной системой. Далее утверждается, что требование помилования направлено скорее не «на осуществление правовых процедур». Это аргументируется тем, что, согласно закону, о помиловании, его может просить сам осуждённый после вступления приговора в законную силу.
Обращение заканчивается фразой:

В демократическом обществе законы гарантируют гражданину состязательность и информационную открытость процесса судопроизводства. Однако недопустимо подменять законные формы гражданского контроля за судебной системой тиражированием политических инсинуаций.

## Список подписавших
1. Абакумов, Сергей Александрович — председатель Национального гражданского комитета по взаимодействию с правоохранительными, законодательными и судебными органами, член Общественной палаты Российской Федерации.
2. Балаян, Олег Рубенович — ректор Тверской государственной сельскохозяйственной академии.
3. Бачурин, Илья Викторович — продюсер, генеральный директор компании «Главкино».
4. Белькова, Надежда Михайловна — председатель совета Межрегиональной общественной организации инвалидов «Пилигрим».
5. Борисов, Сергей Ренатович — президент Общероссийской общественной организации малого и среднего бизнеса «ОПОРА России».
6. Боголюбова, Галина Васильевна — президент Славянского фонда России, заслуженный работник культуры Российской Федерации.
7. Бокань, Юрий Иванович — президент Московского центра глобальных мирокультурных стратегий.
8. Большакова, Мария Артемовна — президент Общероссийского Союза семей военнослужащих России.
9. Бугаев, Сергей Анатольевич (Африка) — музыкант, художник.
10. Винер, Ирина Александровна — главный тренер сборной команды России по художественной гимнастике.
11. Галочкин, Дмитрий Евгеньевич — председатель Центрального совета общероссийского профсоюза работников негосударственной сферы безопасности (НСБ).
12. Гареев, Махмут Ахметович — президент Академии военных наук, генерал армии в отставке.
13. Герасин, Леонид Александрович — председатель Российской организации сотрудников правоохранительных органов.
14. Гриб, Владислав Валерьевич — председатель рабочей группы Общественной палаты Российской Федерации по организации экспертной деятельности, председатель Общероссийского правозащитного союза «Человек и закон».
15. Горбанов, Андрей Павлович — председатель правления Волгоградской региональной общественной организации Российский Союз ветеранов Афганистана.
16. Гришин, Вячеслав Леонидович — президент Союза общественных организаций «Союз 'Чернобыль' России».
17. Горчакова, Лариса Федоровна — президент региональной общественной организации содействия защите женщин «Женщины нашего города».
18. Гурцкая, Диана Гудаевна — певица, заслуженная артистка Российской Федерации.
19. Данилин, Павел Викторович — публицист, член Общероссийской общественной организации «Деловая Россия».
20. Дворников, Денис Владимирович — исполнительный директор Общественного комитета «За открытость правосудия».
21. Девятов, Владимир Сергеевич — художественный руководитель Центра русской культуры и искусства, народный артист Российской Федерации.
22. Дергаусов, Юрий Александрович — председатель Исполкома Собора славянских народов Белоруссии, России и Украины.
23. Дискин, Иосиф Евгеньевич — председатель Комиссии Общественной палаты Российской Федерации по вопросам развития гражданского общества, научный руководитель Всероссийского центра изучения общественного мнения.
24. Ефимов, Александр Николаевич — председатель Общероссийской общественной организации ветеранов войны и военной службы, маршал авиации, дважды Герой Советского Союза.
25. Запашный, Аскольд Вальтерович — заслуженный артист Российской Федерации.
26. Запашный, Эдгард Вальтерович — заслуженный артист Российской Федерации.
27. Засорин, Владимир Николаевич — председатель Общероссийского профсоюза работников торговли и услуг.
28. Захарчиц, Виктор Николаевич — председатель Калининградской областной федерации профсоюзов.
29. Иншаков, Александр Иванович — президент Ассоциации каскадёров России.
30. Канделаки, Тинатин Гивиевна — телеведущая, член Общественной палаты Российской Федерации.
31. Касаев, Таймураз Каурбекович — председатель объединения организаций профсоюзов Республики Северная Осетия — Алания.
32. Катырин, Сергей Николаевич — 4 марта 2011 года стал президентом Торгово-промышленной палаты Российской Федерации, заместитель секретаря Общественной палаты Российской Федерации[6][7].
33. Ковальчук, Андрей Николаевич — председатель Союза художников России.
34. Коган, Дмитрий Павлович — скрипач, заслуженный артист Российской Федерации.
35. Куликов, Евгений Александрович — генеральный секретарь Общероссийского профсоюзного объединения «Союз профсоюзов России», председатель Межрегионального профсоюза железнодорожников.
36. Кучерена, Анатолий Григорьевич — адвокат, доктор юридических наук, член Общественной палаты Российской Федерации, президент некоммерческого фонда «Институт демократии и сотрудничества».
37. Лебедев, Валентин Владимирович — председатель Общероссийского Союза православных граждан.
38. Маланичева, Галина Ивановна — председатель Центрального совета Всероссийского общества охраны памятников истории и культуры.
39. Моисеев, Михаил Алексеевич — председатель совета Общероссийской общественной организации ветеранов вооруженных сил Российской Федерации, генерал армии в отставке.
40. Муртазалиев, Абулмуслим Магомедович — председатель Общественной палаты Республики Дагестан, заведующий кафедрой теории государства и права Дагестанского государственного университета.
41. Николаева, Елена Леонидовна — председатель Комиссии Общественной палаты Российской Федерации по социальным вопросам и демографической политике.
42. Никонова, Ольга Александровна — президент Ассоциации юношеских автомобильных школ России.
43. Носов, Владимир Алексеевич — директор Национального благотворительного фонда.
44. Писарев, Евгений Александрович — художественный руководитель Московского драматического театра имени А. С. Пушкина.
45. Расторгуев, Николай Вячеславович — певец, народный артист Российской Федерации.
46. Сафронов, Андрей Вадимович — председатель правления фонда гуманитарных программ «Творческая цивилизация», Генеральный директор сетевого издания «Трибуна общественной палаты».
47. Старинский, Владимир Вячеславович — президент коллегии адвокатов «Ваш надежный советникъ».
48. Терновский, Ярослав Александрович — член Общественной палаты Российской Федерации.
49. Толстой, Владимир Ильич — директор Государственного мемориального и природного заповедника Музей-усадьба Л. Н. Толстого «Ясная поляна», председатель Общественной палаты Тульской области.
50. Третьяк, Владислав Александрович — трёхкратный олимпийский чемпион, заслуженный мастер спорта.
51. Фефелов, Андрей Александрович — председатель Профсоюза работников автомобильного и сельскохозяйственного машиностроения Российской Федерации.
52. Федоров Георгий Владимирович — президент общественного Фонда содействия правопорядку.
53. Холмогоров, Егор Станиславович — публицист, главный редактор интернет-журнала «Русский обозреватель».
54. Шапошников, Владимир Петрович — председатель Российского профсоюза работников строительных специальностей и сервисных организаций.
55. Щербина, Андрей Владимирович — председатель регионального объединения организаций профсоюзов СОЦПРОФ г. Москвы.

## Критика
- Алексей Венедиктов 4 марта 2011 в эфире радиостанции Эхо Москвы охарактеризовал письмо следующим образом[8]:

История заключается в том, на мой взгляд, что, ну, это плохо сделанная вещь, сделанная на коленях для того, чтобы поставить галочку. Когда-нибудь по этому листочку будут изучать историю. «Слушай, они там ничего не умели, — скажут. — Что это? О чём вы, ребята?»

- Олег Кашин в статье о письме пишет[9]:

В 2005 году хотя бы подпись космонавта Гречко могла вызвать что-то, похожее на спор, но теперь среди подписантов нет даже космонавтов, а в списке из 55 человек, имена которых стоят под письмом, интереснее искать не знаменитостей (которых, тем более, там почти нет), а загадочных «фриков» из загадочных контор, за загадочными названиями которых скрываются загадочные лица если не Владислава Суркова, то Бориса Грызлова.